# Малиновське сільське поселення (Кожевниковський район)
Мали́новське сільське поселення (рос. Малиновское сельское поселение) — сільське поселення у складі Кожевниковського району Томської області Росії.
Адміністративний центр — село Малиновка.
Населення сільського поселення становить 1241 особа (2019; 1429 у 2010, 1780 у 2002).

## Склад
До складу сільського поселення входять:
| Населений пункт          | Населення, осіб (2002) | Населення, осіб (2010) |
| ------------------------ | ---------------------- | ---------------------- |
| Борзуновка, присілок     | 320                    | 216                    |
| Верхня Уртамка, присілок | 154                    | 87                     |
| Малиновка, село          | 480                    | 437                    |
| Новосергієвка, село      | 410                    | 332                    |
| Тека, село               | 416                    | 357                    |